# Frenchmoor
Frenchmoor is een civil parish in het bestuurlijke gebied Test Valley, in het Engelse graafschap Hampshire. In 2001 telde het civil parish 25 inwoners.